# Sphaerulina todeae
Sphaerulina todeae är en lavart som först beskrevs av Mordecai Cubitt Cooke, och fick sitt nu gällande namn av Berl. & Voglino 1886. Sphaerulina todeae ingår i släktet Sphaerulina och familjen Mycosphaerellaceae.   Inga underarter finns listade i Catalogue of Life.